# Cubells (kommunhuvudort)
Cubells är en kommunhuvudort i Spanien.   Den ligger i provinsen Província de Lleida och regionen Katalonien, i den östra delen av landet, 400 km öster om huvudstaden Madrid. Cubells ligger 493 meter över havet och antalet invånare är 389.
Terrängen runt Cubells är kuperad åt nordväst, men åt sydost är den platt. Runt Cubells är det ganska glesbefolkat, med 27 invånare per kvadratkilometer. Närmaste större samhälle är Balaguer, 13,9 km sydväst om Cubells. Trakten runt Cubells består till största delen av jordbruksmark.